# Alejandro Ropero
Alejandro Ropero Molina (Granada, 17 de abril de 1998) es un ciclista español que fue profesional entre 2020 y 2023.
Destacan sus victorias como amateur en etapas de la Vuelta al Bidasoa.

## Palmarés
2020
- 1 etapa del Giro Ciclistico d'Italia[3]